# FC Eindhoven
Le FC Eindhoven est un club de football des Pays-Bas, situé à Eindhoven et évoluant en Eerste Divisie (D2). 

## Historique
- 1909 : fondation du club sous le nom de Eindhoven VV
- 2002 : le club est renommé FC Eindhoven

## Palmarès
- Championnat des Pays-Bas de football
  - Vainqueur : 1954 (en tant qu'Eindhoven VV)

- Coupe des Pays-Bas de football
  - Vainqueur : 1937 (en tant qu'Eindhoven VV)